# Plaine
Plaine (ab 1915 deutsch Blen) ist eine französische Gemeinde  mit 982 Einwohnern (Stand 1. Januar 2021) im Département Bas-Rhin in der Region Grand Est (bis 2015 Elsass).

## Geographie
Die Gemeinde Plaine liegt südlich des Massivs um den Donon, oberhalb des Breuschtals in den Vogesen. Die nahegelegenen Berge sind die Côte de Plaine (Lange Wand) mit 860 m, Le Roitelet (865 m) sowie die Chatte Pendue (Katzenstein, 900 m).
Zu Plaine gehören die Ortschaften Champenay (Schampenau), Diespach, Le Bambois (Bannholz) und Poutay (Putach).

## Geschichte
Eine erste Erwähnung der Siedlung stammt aus einer Bestätigung der Güter der Abtei Senones aus dem Jahr 1123. Spätere Bezeichnungen sind Pleime (1152) und Blen (1310).
Durch den Frankfurter Frieden vom 10. Mai 1871 kam die Region an das deutsche Reichsland Elsaß-Lothringen, und das Dorf wurde dem Kreis Molsheim im Bezirk Unterelsass zugeordnet. 
Im Jahr 1914 wurde zu Beginn des Ersten Weltkriegs die im 18. Jahrhundert erbaute Dorfkirche zerstört. Aufgrund der starken antifranzösischen Stimmung im Deutschen Reich wurde der Ortsname Plaine am 2. September 1915 durch kaiserliche Verordnung in Blen geändert. Nach Kriegsende musste die Region aufgrund der Bestimmungen des Versailler Vertrags 1919 wieder  an Frankreich abgetreten werden. Im Jahr 1920 wurde die Kirche Saint-Arnould gebaut. Im Westfeldzug wurde die Region von der Wehrmacht besetzt und anschließend unter deutsche Verwaltung gestellt (CdZ-Gebiet Elsaß). Die Region war de facto ein Teil des Deutschen Reiches. Im Sommer 1942 wurde völkerrechtswidrig die Wehrpflicht eingeführt (Malgré Nous). Eine endgültige Annexion wurde aufgrund der Kriegsereignisse jedoch nicht mehr offiziell vollzogen. Im Herbst 1944 wurde Plaine von Truppen der Westalliierten eingenommen und gehört seitdem wieder zu Frankreich.

### Bevölkerungsentwicklung
| Jahr                       | 1962 | 1968 | 1975 | 1982 | 1990 | 1999 | 2006 | 2012 | 2022 |
| -------------------------- | ---- | ---- | ---- | ---- | ---- | ---- | ---- | ---- | ---- |
| Einwohner                  | 629  | 711  | 651  | 672  | 709  | 795  | 927  | 986  | 983  |
| Quellen: Cassini und INSEE |      |      |      |      |      |      |      |      |      |

## Wappen
Beschreibung: In Blau ein nach links oben springender silberner Fisch mit goldenem Ring im Maul.

## Sehenswürdigkeiten

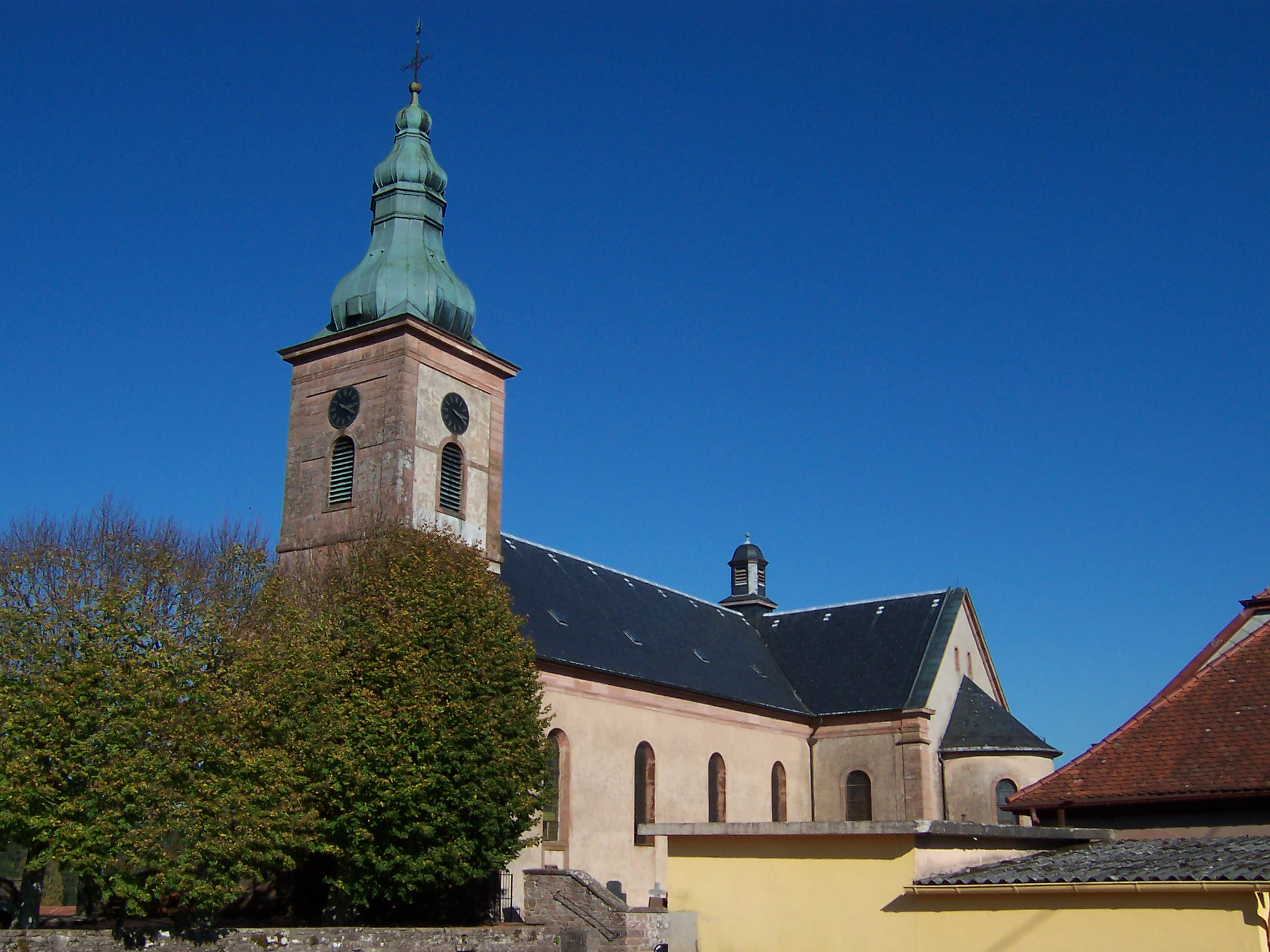
Kirche Saint-Arnould
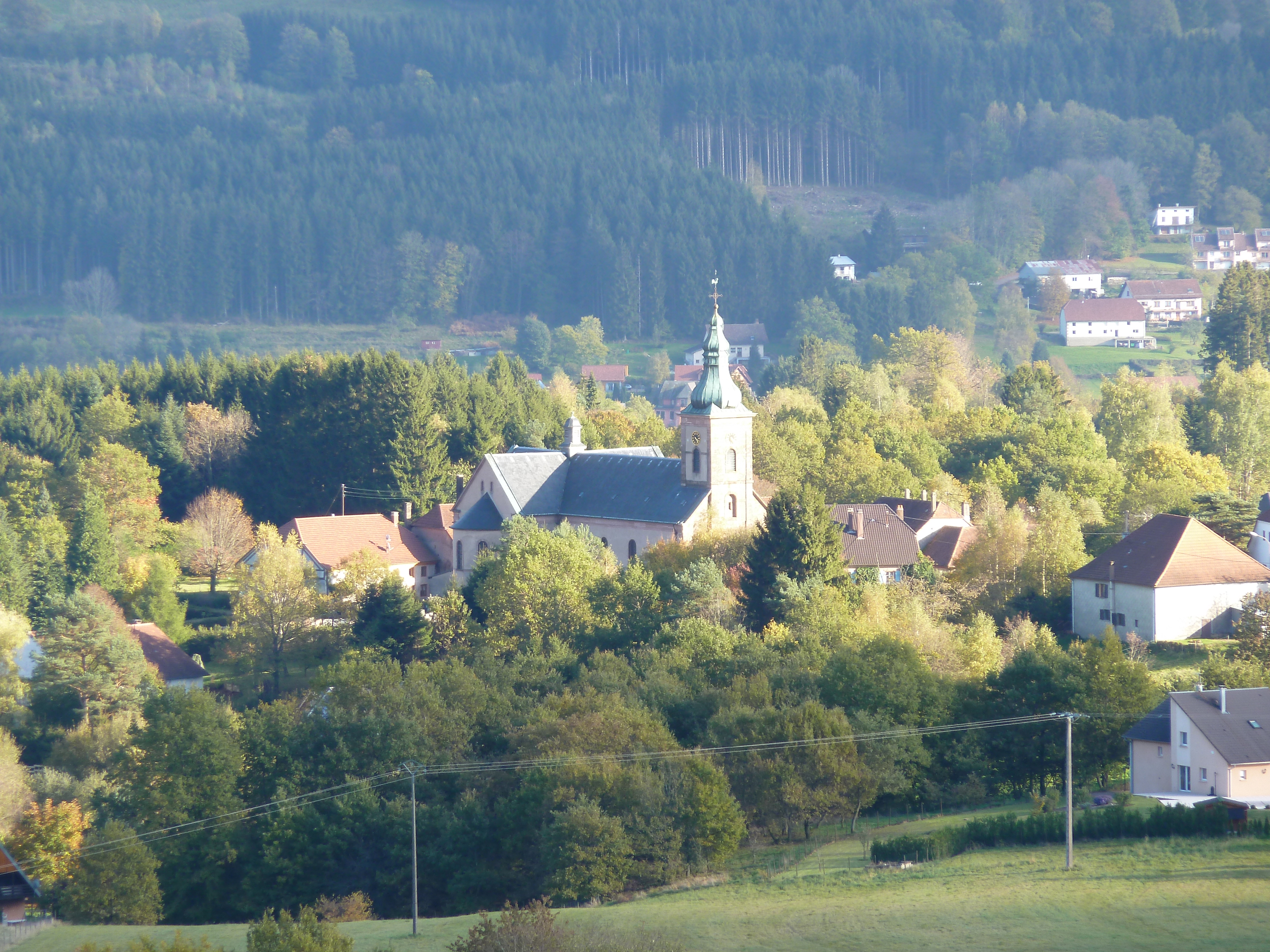
Kirche Saint-Arnould vom ehemaligen Wasserturm aus gesehen
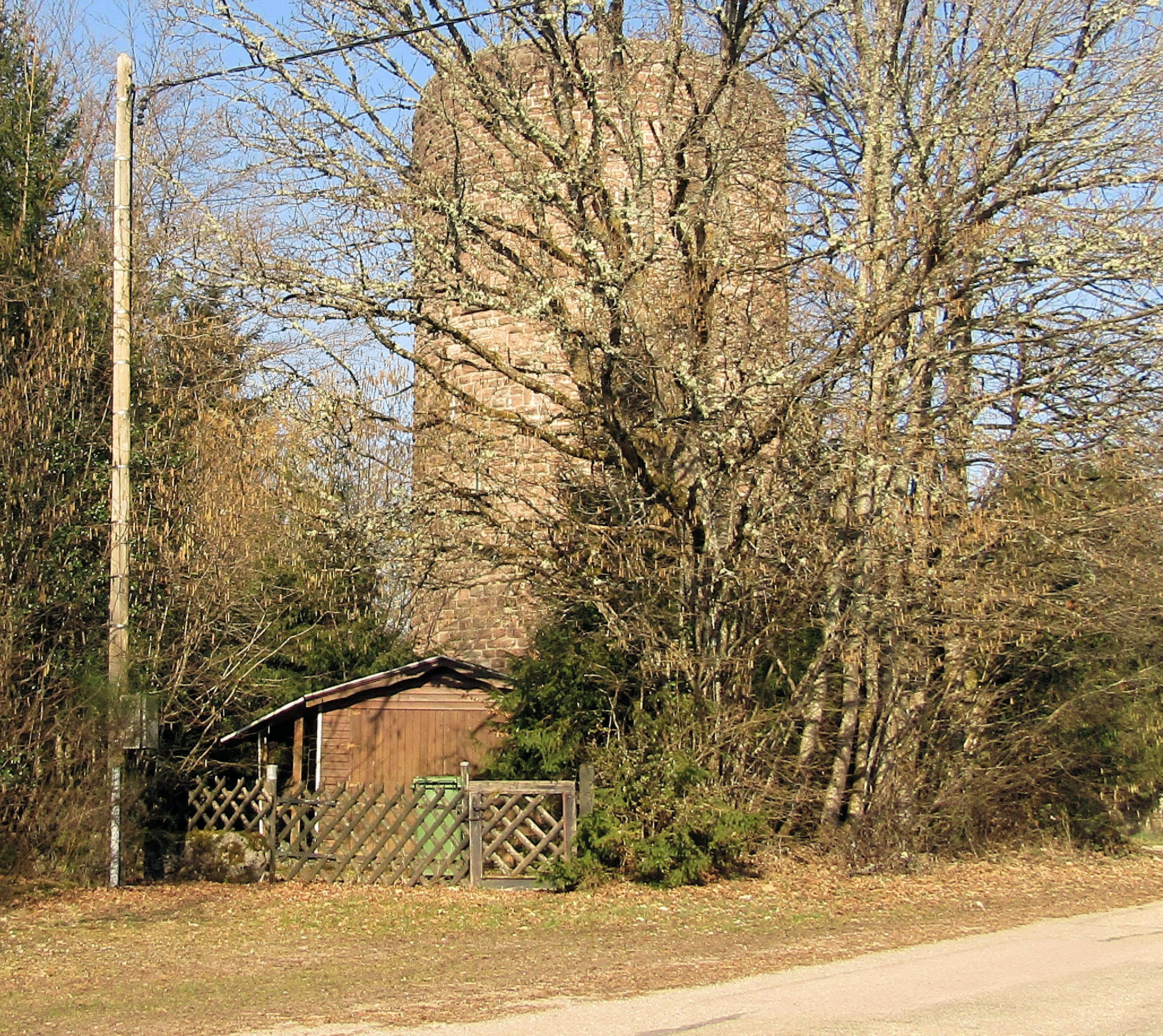
Ruinen des alten Wasserturms
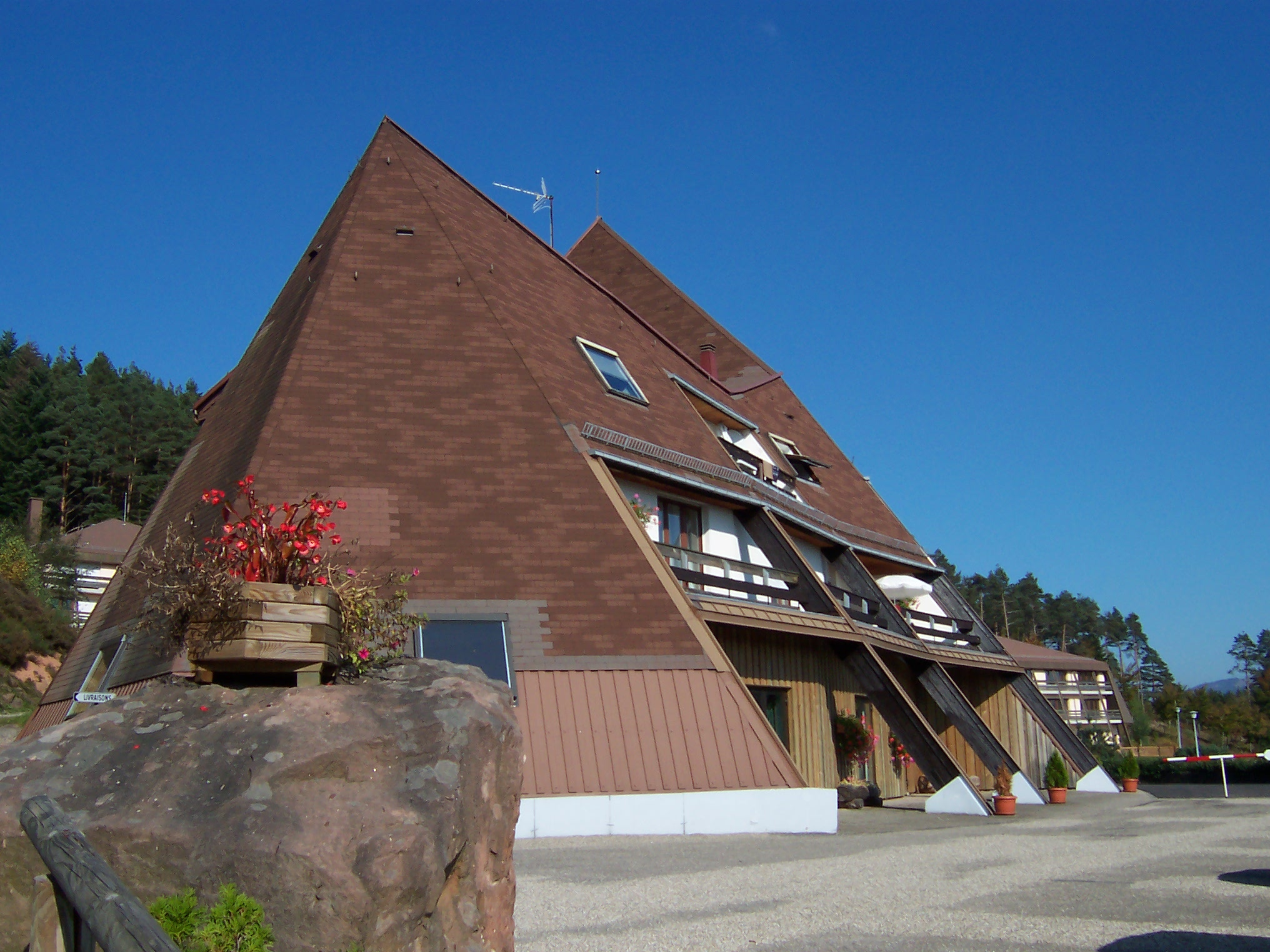
Ferienkolonie „Wacholder“
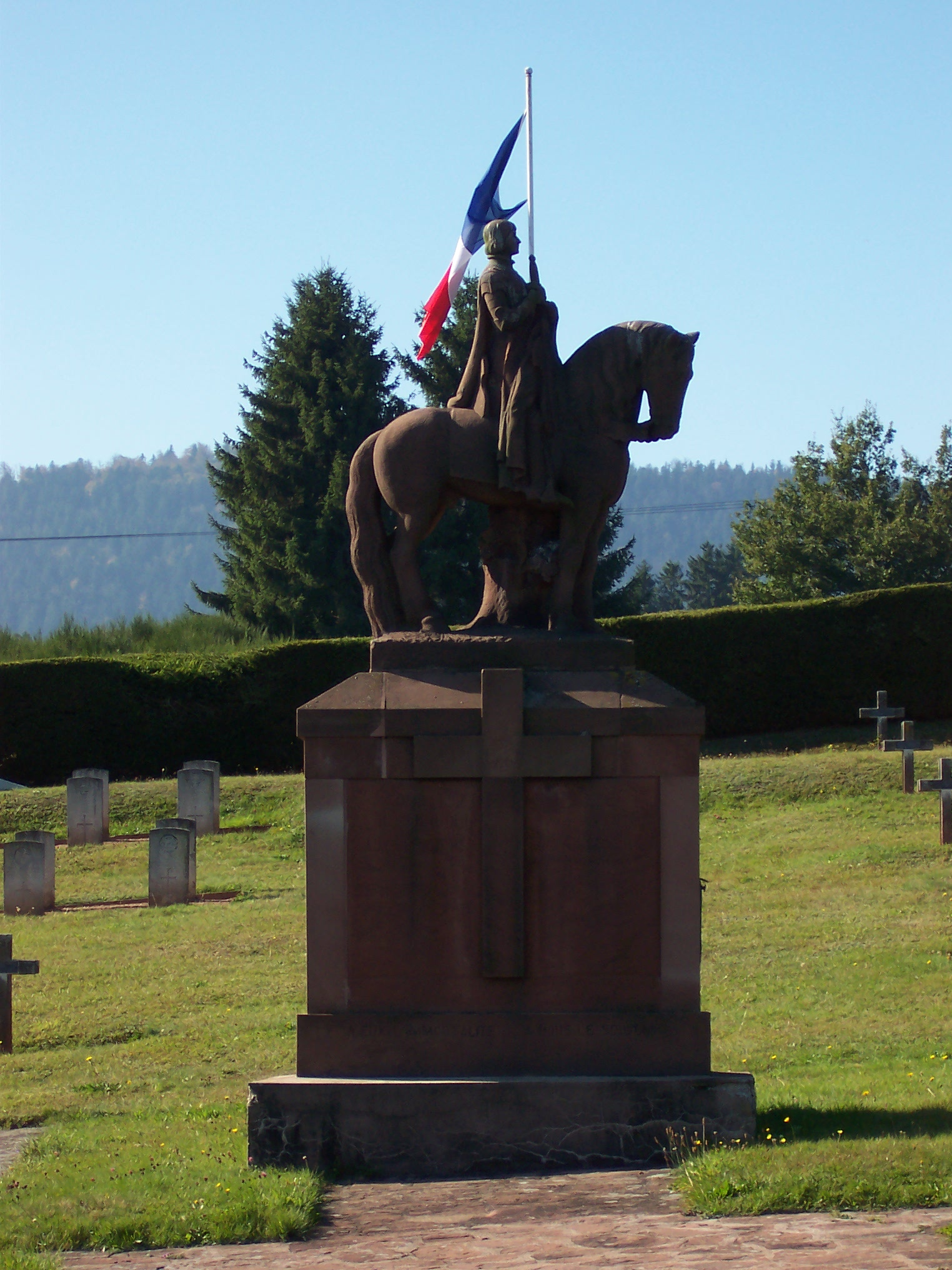
Militärfriedhof mit der Statue der Jeanne d’Arc

- französischer Soldatenfriedhof

- Kirche Saint-Arnould
- Kirche Saint-Arnould vom ehemaligen Wasserturm aus gesehen
- Ruinen des alten Wasserturms
- Ferienkolonie „Wacholder“
- Militärfriedhof mit der Statue der Jeanne d’Arc

## Wirtschaft und Infrastruktur
Plaine hat den Charakter einer Streusiedlung. Dort gibt es auch ein Schwimmbad, Landhäuser, Ferienwohnungen und die Ferienkolonie „Wacholder“. Da nicht alles umliegende Gebiet bewaldet ist, kann es teilweise landwirtschaftlich genutzt werden.